# Чудовиште из Велике раседне долине
Чудовиште из Велике расједне долине (енгл. Rift Valley monster) је назив за криптида који наводно живи на подручју Велике расједне долине у Кенији. Ово биће је први описао шкотски истраживач Џон Валтер Грегори.

## Опис криптида
Постоје два описа овог бића:
- Опис у коме је налик на Тероподског диносаура;
- Опис у коме је налик на Диметродона;

Оба описа су слични описима криптида Нгума-монене.

### Опис налик Тероподском диносауру
Описује се као Тероподски диносаур налик на Спиносауруса. На леђима има велику "кријесту" ("перају"), дуг реп, крљуштаву кожу, оштре зубе и хода на двије ноге.

### Опис налик Диметродону
Описује се као гмизавац налик на Диметродона. На леђима има велику "кријесту" ("перају"), дуг реп, крљуштаву кожу, оштре зубе и хода на четири ноге.

## Могуће објашњење/Научни став о овом криптиду
Криптозоолози сматрају да се у случају Чудовиште из Велике расједне долине ради о неистинитим тврдњама и да је могућност постојања овог бића је немогућа. Они тврде како туристички опустошена Кенија не би могла сакрити овакво створење.